# Jack Daniels (pentathlon moderne)
Pour les articles homonymes, voir Jack Daniels (homonymie) et Daniels.
Jack Daniels, né le 26 avril 1933 à Détroit (Michigan), est un pentathlonien américain.

## Palmarès

### Jeux olympiques
- 1956 à Melbourne
  -  Médaille d'argent par équipes
- 1960 à Rome
  -  Médaille de bronze par équipes [1]